# Tuchklemme

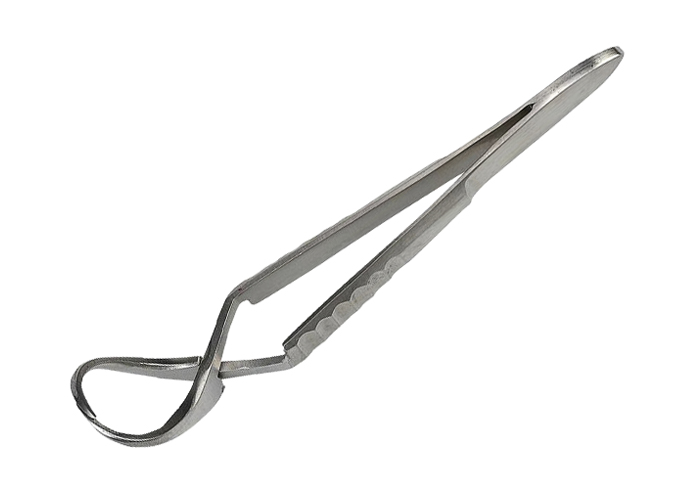
Tuchklemme nach Jones mit Federmechanismus

Backhaus-Klemme mit Arretiermechanismus

Die Tuchklemme ist ein chirurgisches Instrument zur Befestigung von Operationstüchern oder Abdecktüchern bzw. -folien in der Haut oder untereinander. Die zangenartigen spitzen Enden sind entweder mit einem Sperrmechanismus versehen oder bleiben durch den federnden Stahl in Position. Mit einer Tuchklemme können vorübergehend auch Wundränder adaptiert werden.
Klassische und moderne Bauformen sind die nach:
- Franz Backhaus (Backhaus-Klemme, mit spitzen gebogenen Enden, seit 1910 in Verwendung)[2]
- Bernhardt (auch: Bernhard)
- Eugène Louis Doyen
- Jones
- Sir William Arbuthnot Lane (oval gefensterte Branchen mit terminalen Zähnen im Verhältnis 2:3; auch als Kropffasszange gebraucht)
- Lorna
- Robin
- Schaedel (auch: Schädel)
- Thomas
- Collin
- Theodor Kocher
- Berkley George Andrew Moynihan (kurz, zweizinkig)
- Schäfer[3]
- Papier
- Peers-Bertram
- Hoff
- Roeder (auch: Röder)
- Tohoku
- und die nach dem Ball-and-Socket-Prinzip (ball & socket  [wörtlich: Kugel und Pfanne], auch: Fuhrmann-Klemme)
- sowie Tuchklemmen mit einem Schlauchhalter und
- Tuchklemmen nach englischem Modell oder englischer Art.